# Magnolia blumei
Magnolia blumei là một loài thực vật thuộc chi Mộc lan. Đây là loài đặc hữu của Indonesia.

## Hình ảnh

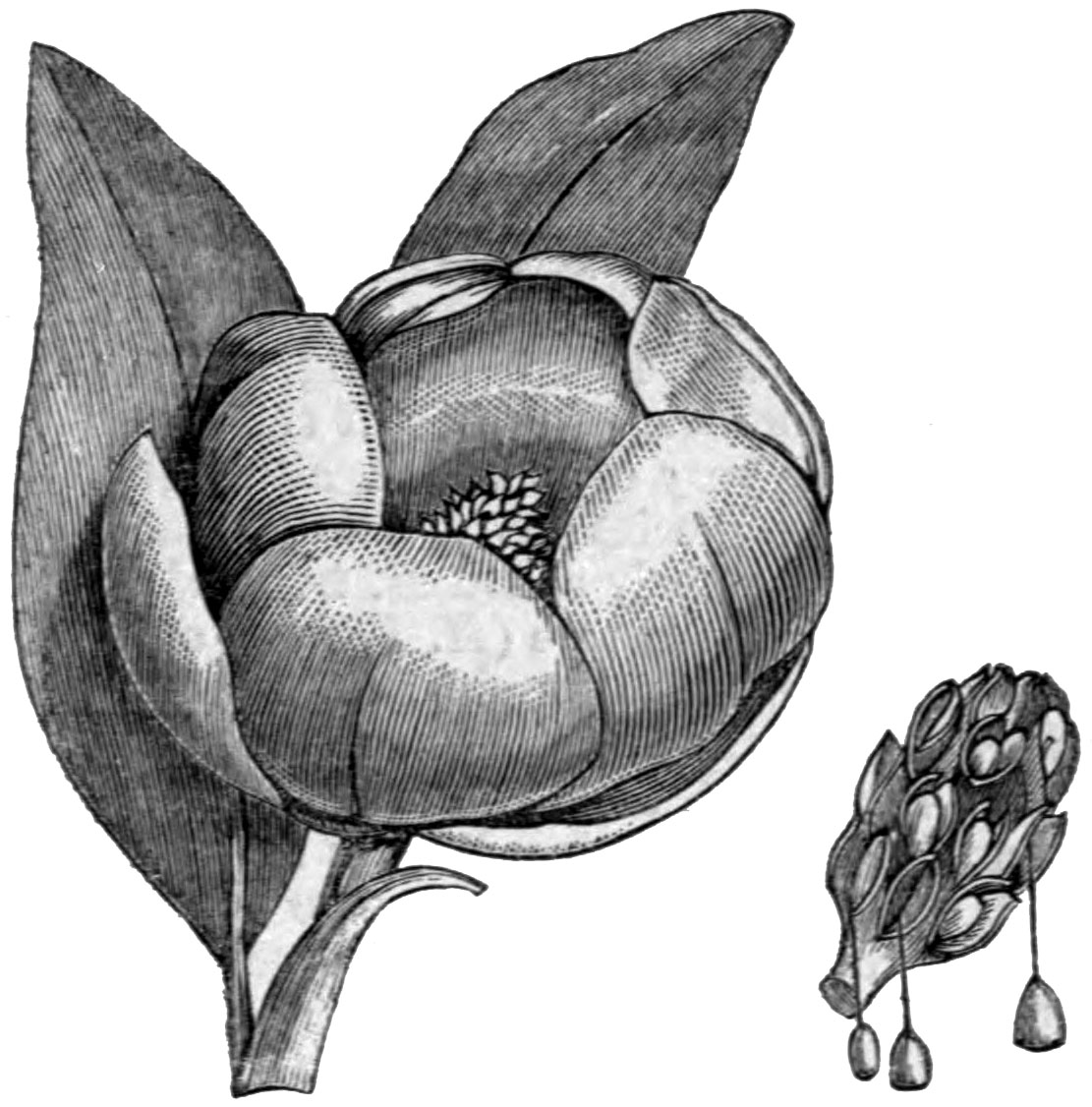